# José Ángel Espinoza

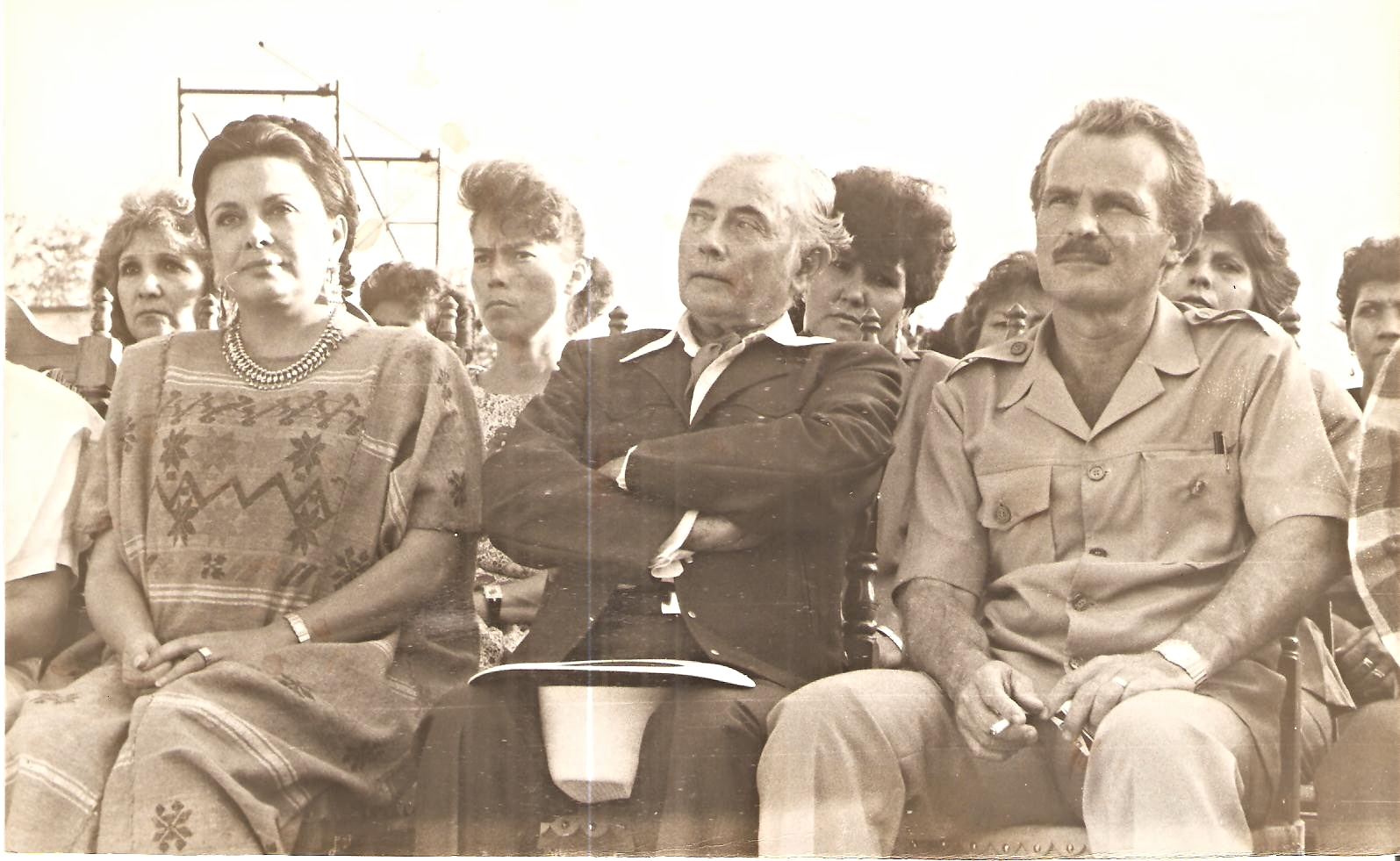
Ferrusquilla (Mitte), zusammen mit María de Lourdes und Francisco Labastida Ochoa

José Ángel Espinoza Aragón, auch Ferrusquilla, (* 2. Oktober 1919 in Choix; † 6. November 2015 in Mazatlán) war ein mexikanischer Sänger, Komponist und Schauspieler.

## Leben
José Ángel Espinoza Aragón wuchs im mexikanischen Bundesstaat Sinaloa auf. 1937 fuhr er mit einigen Freunden nach Mexiko-Stadt, ursprünglich mit dem Ziel Medizin zu studieren. Dort fand er 1938 Arbeit beim neu gegründeten Radiosender XEQ. Zunächst war er Hilfskraft und wurde später durch Zufall  Radiosprecher, als der Sprecher der Figur „Ferrusquilla“ der Kindersendung „Fifirafas el Valoroso“ ausfiel. José Ángel Espinoza Aragón übernahm die Rolle so erfolgreich, dass sie seinen Spitznamen prägte. XEQ stand in hartem Wettbewerb mit dem Sender XEW (obwohl beide dem gleichen Unternehmen gehörten), so dass sich die Besetzung nach und nach auf zwei Personen reduzierte: Blanca Estela Pavón und Ferrusquilla, der pro Sendung bis zu acht verschiedene Rollen übernehmen musste. Humberto G. Tamayo bezeichnete ihn daher als „Mann der tausend Stimmen“.
Bald verliebten sich der 19-jährige Ferrusquilla und die 15-jährige Blanca und wurden ein Paar.
Ab 1941 studierte er am Conservatorio Nacional de Música. Zu seinen Lehrern gehörten die renommierten Komponisten Manuel María Ponce und Silvestre Revueltas. Außerdem lernte er dort Französisch und Englisch.
1944 suchte Metro Goldwyn Mayer ca. 50 mexikanische Synchronsprecher aus, die meisten davon erfahrene Sprecher der Radiostationen XEQ und XEW. Sie erhielten Jahresverträge und wurden nach New York gebracht. Darunter waren Ferrusquilla und Blanca. Sie sprach die Rolle von Ingrid Bergman in „Luz de gas“ (Originaltitel: Gaslight; deutscher Titel: Das Haus der Lady Alquist), während er Mickey Rooney in „Fuego de juventud“ (Originaltitel: National Velvet, deutscher Titel: Kleines Mädchen, großes Herz) seine Stimme verlieh.
Alle Synchronsprecher wurden in einen Englischkurs eingeschrieben – doch Ferrusquilla war der einzige in seinem Kurs, der bis zum Ende blieb und ihn erfolgreich abschloss. Dies hinterließ einen guten Eindruck bei den Produzenten, die ihn später für Filme in Hollywood und Mexiko empfahlen. Insgesamt finden sich fast 80 Leinwandauftritte unter seinen Arbeiten.
Rückkehrend von einem Auftritt im Teatro Macedonio Alcalá in Oaxaca de Juárez starb Blanca 1949 als ihr Flugzeug abstürzte. Ferrusquilla hatte nur deshalb nicht an der Reise teilnehmen können, da der Veranstalter nicht über genügend Mittel verfügte, um die Auftritte von beiden zu bezahlen. Ferrusquilla blieb die traurige Aufgabe, die Tote zu identifizierten.
Nach Blancas Tod wandte Ferrusquilla sich der Musik zu und schrieb 1951 sein erstes Lied A los amigos que tengo, das von Pedro Infante gesungen wurde.
Ab 1947/48 wurde die Vorführung synchronisierter Filme in Mexiko verboten, doch die Synchronisierung von Trickfilmen blieb erlaubt. So war Ferrusquilla ab 1953 gelegentlich als Synchronsprecher für Disney tätig, u. a. in der Rolle des Smee im Film Peter Pan.

## Privates
Ferrusquilla heiratete 1951 Sonya Stransky Echeverría. Sie hatten zwei Töchter: Am 11. Juli 1953 wurde Angélica Espinoza Stransky geboren, die als Schauspielerin unter dem Namen Angélica Aragón bekannt wurde. 1956(?) wurde Vindia Espinoza Stransky geboren, die 2008 bei einem Verkehrsunfall starb. Das Ehepaar trennte sich nach fünf Jahren. Außerdem hatte Ferrusquilla einen unehelichen Sohn, José Ángel Espinoza Saucillo, auch bekannt als Ferrusquilla Jr.

## Lieder (Auswahl)
- Échame a mi la culpa, sein bekanntestes Werk. Auch in Spanien wurde dieses Lied durch Lola Flores und später (1976) Albert Hammond populär.
- El tiempo que te quede libre
- La ley del monte
- Mazatlán
- Cariño nuevo
- Sufriendo a solas

## Filmografie (Auswahl)
- 1949: Medianoche – Regie: Tito Davison
- 1963: El hombre de papel – Regie: Ismael Rodríguez
- 1964: Der Rächer von Golden Hill (Cuatro balazos)
- 1968: Totentanz im Schreckensschloss (House of Evil) – Regie: Jack Hill und Juan Ibáñez
- 1970: Ein Fressen für die Geier (Two Mules for Sister Sara)
- 1970: El tunco Maclovio – Regie: Alberto Mariscal
- 1972: Der Zweifel (La duda) – Regie: Rafael Gil

## Ehrungen
Statuen von Ferrusquilla stehen in Mazatlán und Mexiko-Stadt.